# Siemienczino
Siemienczino (ros. Семенчино) – wieś (dieriewnia) w Rosji, w Czuwaszji, w rejonie kozłowskim. W 2010 liczyła 160 mieszkańców.